# Chrysichthys nigrodigitatus
Chrysichthys nigrodigitatus es una especie de pez de la familia Claroteidae en el orden de los Siluriformes.

## Morfología
• Los machos pueden llegar alcanzar los 65 cm de longitud total.

## Distribución geográfica
Se encuentran en África: desde Senegal hasta Cabinda (Angola). También está presente en Mauritania.